# Route nationale 55 (Estonie)
Pour les articles homonymes, voir Route nationale 55.
La route nationale 55 (Tugimaantee 55) est une route nationale estonienne reliant Lasari (et) à Umbsoo (et). Elle mesure 4,4 km.

## Tracé
- Comté de Viljandi
  - Lasari (et)
  - Mõisaküla
  - Umbsoo (et)
- Lettonie